# واقعیت حاد
فراواقعیت یا واقعیت حاد   و یا ابرواقعیت (به انگلیسی: hyperreality) در نشانه‌شناسی و فلسفه پست مدرن استفاده می‌شود تا عدم توانایی انسان را در افتراق واقعیت از خیال توضیح دهد، به ویژه در فرهنگ‌های پست مدرن با تکنولوژی‌های در سطح پیشرفته. فراواقعیت مفهومی است برای توصیف راهی که آگاهی انسانی، واقعیت را در دنیایی که انبوه رسانه‌ها قادرند به هر اتفاق یا تجربه اصیل شکل دهند یا آن را فیلتر کنند، درک می‌کند. برخی از مشهورترین نظریه‌پردازان فراواقعیت ژان بودریار، آلبرت بورگمان، دانیل بورستین و اومبرتو اکو هستند..

## حاد واقعیت

### شناخت بودریار
ژان بودریار به عنوان یکی از شخصیت‌های پست مدرنیسم، با مارکسیسم شروع کرد. تجربه وی از شورش ماه مه ۱۹۶۸ فرانسه زمینه خوبی برای احساس نیاز به تجدیدنظر در دستاوردهای مارکسیسم برایش فراهم ساخت. هرچند در آن دوره، آغاز با مارکس، انتقاد از مارکس و عبور از او به یک مد تبدیل شده بود. همچون همان مراسم آیینی بلوغ برای نوجوانان برخی قبایل که اینک افراد اندیشمند برای اثبات توانایی علمی خود، باید عبور از مارکس را به دیگران نشان دهند. اندیشه‌ها و نوشته‌های بودریار حتی در آخرین آثارش نیز به نوعی متأثر از مارکسیسم باقی ماند؛ بدین گونه که مفاهیمی ضدمارکسیستی ارائه کرد. توجه به شیوه مصرف (نشانه‌ها) به جای شیوه تولید، عرضه تصویری جدید از توده، جدایی توده از روشنفکران و عدم امکان نفوذ در توده‌ها و مهیاسازی آنها برای انقلاب و…، از جمله توجهات ضدمارکسیستی وی است. دیدگاه‌های بودریار را می‌توان خوانشی مارکسیستی مربوط به دوران پسا صنعتی و عصر اطلاعات به حساب آورد. بودریار برای این خوانش جدید از ساختارگرایی و نشانه‌شناسی و همچنین دیدگاه‌های مک لوهان استفاده کرد. سلطه رمزگان بر زندگی بشر، از کلیدی‌ترین ابزارهای مفهومی مورد توجه بودریار است. شاید روشن‌ترین شاخصه دوران پست مدرن از منظر بودریار را باید همین ویژگی رمزگونگی آن قلمداد کرد. البته بودریار از واژه پست مدرن کمتر استفاده کرده‌است.

#### نظریه حادواقعیت
حادواقعیت از سوی بودریار به کار رفته‌است. این اصطلاح را به چند گونه به فارسی ترجمه کرده‌اند. فراواقعیت، فزون واقعیت و حاد واقعیت از نمونه ترجمه‌های آن است. در این میان، احتمالاً حاد واقعیت یا واقعیت تشدید یافته با مراد بودریار سازگاری بیشتری داشته باشد. با توجه به عبارت‌های مختلف بودریار می‌توان گفت: او حاد واقعیت را امری به‌غایت شبیه امر واقعی، بلکه عین امر واقعی و تسخیرکننده جایگاه آن می‌داند. به‌طوری‌که حاد واقعیت غیاب و نبود امر واقعی را پنهان می‌سازد. کسی متوجه این جا به جایی و این پنهان‌کاری نیست. در این حالت، حاد واقعیت، واقعی‌تر از امر واقعی می‌شود. به بیان دیگر، چنان ماهرانه جایش را اشغال می‌کند که واقعی‌تر از خود آن جلوه‌گری می‌نماید. البته حاد واقعیت، نه تنها جای امر واقعی را می‌گیرد بلکه هیچ ربطی هم بدان ندارد یعنی رونوشتی از امر واقعی نیست. بدل ظریف و واقع نمای آن نیست. حاد واقعیت به چیزی ورای خود ارجاع نمی‌یابد و امری خود بنیان است. 
نکته اساسی در طرح مفهوم حاد واقعی از سوی بودریار، رابطه و نسبتی است که وی میان واقعیت و بدل‌های آن، که به وسیله بشر و به مدد تکنولوژی ساخته شده‌است، برقرار می‌سازد. در واقع، بودریار در اینجا نیز به نوعی به تبارشناسی در مورد بدل‌های امر واقعی دست می‌زند. وی در ابتدا متأثر از فوکو بود. در همین تبارشناسی وقتی به مرحله حاد واقعی پا می‌گذارد، همان‌طور که پیش از آن از مارکس جدا شده بود.
بودریاز در یک تقسیم‌بندی، سه نوع بدل یا وانموده از واقعیت را مطرح می‌کند که به تدریج ارتباط خود را با واقعیت منقطع می‌سازند. به‌ طوری‌ که در مرحله پایانی به کلی از واقعیت جدا می‌شود و راهی جداگانه و مستقل می‌پیماید. وی در «مبادله نمادین و مرگ» و در ذیل عنوان نظم وانموده‌ها، سه نوع یا سه سطح نظم برای وانموده‌ها برمی‌شمارد.
- الف. جعل: که مربوط به دوره رنسانس و آغاز انقلاب صنعتی است. این نظم در سطح قانون طبیعی ارزش یا همان ارزش مصرفی عمل می‌کند.
- ب. تولید: این نظم در دوران صنعتی سلطه داشت و در سطح قانون بازاری ارزش عمل می‌کند.
- ج) وانمایی: این نظم مربوط به دوران کنونی است و در سطح قانون ساختاری ارزش، که رمزها سلطه می‌رانند، عمل می‌کند.

در سطح اول، به راحتی می‌توان نسخه بدلی را از واقعیت تشخیص داد. در سطح دوم، هرچند مرزهای بین بدل و واقعیت محو می‌شوند، اما هنوز واقعیت وجود دارد. در سطح سوم، که مختص جهان پست مدرن است، دیگر تقابلی بین بدل و واقعیت وجود ندارد. در چنین حالتی، بدل جایگزین واقعیت می‌شود. به عبارت دیگر، فقط فرا واقعیت وجود دارد… فرا واقعیت نتیجه کاربرد تکنولوژی‌های پیشرفته و رمزگذاری هاست. رمزها امکان باز تولید پدیده‌ها را هم‌زمان با نادیده گرفتن واقعیت فراهم می‌کنند.
بودریار در وانموده‌ها شمایل و بت را مثالی برای وانموده می‌آورد که جای خدای واقعی را می‌گیرند و گویی همین‌ها اصلند و خدایی وجود ندارد. وی خروش شمایل شکنان برای از میان بردن تصاویر را ناشی از درکشان از قدرت متعالی وانموده‌ها می‌داند که چنین قدرتی می‌تواند خداوند را از آگاهی انسان‌ها پاک نماید.

#### مراتب حاد واقعیت
وی در ادامه همین نوشتار، مراحل زنجیرواری را که تصویر پشت سر می‌گذارد تا به حاد واقعی برسد این گونه برمی‌شمارد:
- الف. تصویر بازتابی از واقعیتی ابتدایی است.
- ب. تصویر واقعیتی ابتدایی را می‌پوشاند و تحریف می‌کند.
- ج. تصویر غیاب واقعیتی ابتدایی را می‌پوشاند.
- د. تصویر هیچ گونه مناسبتی با هیچ واقعیتی ندارد و وانموده‌ای ناب از خودش است.

در مرحله اول، تصویر جلوه‌ای نیک است و بازنمایی در اینجا متعلق به نظام عشا ربانی است. در مرحله دوم، تصویر جلوه‌ای است اهریمنی و متعلق به نظام پلیدی؛ و در مرحله سوم، تصویر خود را به منزله یک جلوه می‌نمایاند و متعلق به نظام جادوگری است. اما در مرحله پایانی، تصویر دیگر به هیچ رو از آن نظام جلوه‌ها نیست، بلکه به نظام وانمودن تعلق دارد. ورود به عرصه‌ای که گستره نشانه‌ها به جای آن‌که چیزی را پنهان کند. هیچ را پنهان می‌کند. در واقع ورود به عصر وانموده‌ها است؛ عصری که در آن درست را از نادرست و امر واقعی را از احیاء مصنوعی آن نمی‌توان باز شناخت و این به دلیل جدایی رمزگان و دال‌ها از واقعیت‌ها و مدلول‌های خود است. رمزگان می‌توانند مستقل از واقعیات و با تکیه بر یکدیگر به حیات خود ادامه دهند و به بازتولید دست بزنند، بدون آنکه نیازی به امر واقعی داشته باشند. رمزگان به شبیه‌سازی واقعیت رو می‌آورند و در مراحلی بر واقعیت نیز پیشی می‌گیرند و با حضور همه جایی و با وجود واقعیت گون خود، عرصه را بر امر واقعی تنگ می‌سازند. سر انجام، این حاد واقعی است که وجود و حضور دارد و نه امر واقعی.

#### دنیای ترسیمی بودریار
دنیایی که بودریار برای خود ساخته یا معتقد است در خارج شاهد پیدایش و حضور آن است، دنیایی است که به کمک رمزگان و تکنولوژی، به ویژه تکنولوژی رسانه‌ای ساخته و پرداخته شده‌است. در واقع، منشأ اصلی خلق حاد واقعیت را رسانه و سلطه رمزها می‌داند. در عین حال، عرصه حضور حاد واقعی را صرفاً در صفحه و شبکه نمی‌بیند، بلکه همه زندگی را اعم از اقتصاد، سیاست، اجتماع و … متأثر و مملو از حادهای واقعی می‌یابد. گزارشگر تلویزیونی که صحنه آرام پس از آشوب خیابانی را نشان می‌دهد، اما می‌گوید: بیم آن می‌رود که شبانه آشوب از سر گرفته شود. در این صورت، آیا آشوبگران به دلیل همین جملات، آن پیش‌گویی را محقق نمی‌سازند؟ یا رأی دادن در انتخابات، ناشی از تبلیغات و سیاست سطحی است یا نتیجه سیاست واقعی؟ آیا امروزه غذا، فقط غذا است یا با سبک زندگی، که حاصل عمل رسانه‌ای است، پیوند خورده است. در این‌گونه موارد، مرز میان امر واقعی و حاد واقعی از بین رفته‌است و واقعیت بر طبق رمزها ساخته می‌شوند؛ رمزهایی که در سیاست، در آموزش و پرورش، صنعت، زندان، معماری، کالاهای مصرفی، نظر سنجی‌ها و غیره ساخته می‌شوند.

### به سمتمصرف‌گرایی
صنعتی شدن با افزایش تولید همراه گردید و تکنولوژی امکان تولیدات گسترده و یکسان را فراهم کرد. در آن زمان، اصل تولید به مسئله جدیدی تبدیل شد و تمام تلاش‌ها صرف حل همین مسئله می‌گردید. تقاضای بازار در اولویت دوم قرار داشت. در این دوره، شیوه تولید که مورد توجه مارکس نیز قرار گرفت، اولویت و مسئله نخست نظام سرمایه‌داری به حساب می‌آمد. اما با رشد صنعت و افزایش تولیدات، ایجاد تقاضا برای کالاهای تولیدی به امری مهم بدل گردید. اگر مصرف‌کننده‌ای نباشد، جامعه صنعتی در خطر اضمحلال خواهد بود. در این وضعیت، تولید تقاضا به جای تولید کالا به مساله اول تبدیل گردید.
تلاش‌ها برای رفع این مشکل، که اتفاقاً با موفقیت نیز همراه بود، به ایجاد جامعه مصرفی انجامید. انسان‌هایی به وجود آمدند که مصرف کردن به اولویت نخست آنان تبدیل گردید. در شرایط جدید توجه به شیوه تولید برای فهم نظام مبتنی بر سرمایه کافی نیست و به جای شیوه تولید، باید به شیوه مصرف پرداخت. از این رو، بودریار جامعه مصرفی و اقتضاءات آن را مورد توجه قرار داد. وی در چند کتاب نخست خود، همچون «نظام ابژه‌ها»، «جامعه مصرفی» و «آیینه تولید» و به کمک نظریات نشانه شناختی، ایده جدید خود را مطرح ساخت تا در آینده دیدگاه‌های پُست مدرنی خود را بر پایه آن استوار سازد.

### تفسیر بودریار از حاد واقعیت در رسانه
پیشینه نظرات بودریار دربارهٔ رسانه را می‌توان در نظریات مدرنیستی هنر مشاهده کرد. نظریات مدرنیستی هنر، این احساس را تقویت کرده‌اند که یک اثر هنری را می‌توان و باید بر اساس قاعده و اصول خود آن و بدون مراجعه به سایر اشیاء در جهان تجربه کرد. آثار هنری به نوعی حضور خود را می‌تابانند.
بحثی که امبرتو اکو دربارهٔ تلویزیون جدید دارد نیز در همین راستا قابل ارزیابی است. اکو می‌گوید: تلویزیون چنان در خود فرورفته و در مداری بسته به فعالیت مشغول است که کاملاً ارتباط آن با جهان خارج قطع شده‌است. وی به برنامه‌هایی مثال می‌زند که حول خود تلویزیون می‌چرخد؛ همچون مصاحبه با بازیگران تلویزیونی، مستند تلویزیونی دربارهٔ برنامه‌های تلویزیونی و غیره. در نظر اکو، اغلب چیزی ارزش خبری می‌یابد که از آن فیلم برداری شده باشد. جالب و جذاب بودن، نه در آن چیزی است که در تلویزیون ظهور می‌یابد، بلکه در خود واقعیت ظهور تلویزیونی است. اکو از این طریق به تلویزیون اصالت می‌دهد و آن را دنیایی در خود فرورفته و بسته می‌داند، به‌طوری‌که دیگر فضای چندانی برای جهان واقعی باقی نمی‌ماند. بودریار همین مسیر را ادامه می‌دهد. اما در آن گامی از اکو فراتر می‌گذارد.
مباحث رسانه‌ای بودریار متأثر از دیدگاه‌های مک لوهان در خصوص نقش تکنولوژی رسانه‌ای و این‌که «رسانه همان پیام است» شکل گرفت. البته وی بر چشم‌انداز مک لوهان به تکنولوژی رسانه‌ای نمی‌ایستد و از آن نیز عبور می‌کند.

#### رسانه همان پیام
بودریار تعبیر «رسانه همان پیام» است را برای تحلیل مصرف به کار می‌برد و می‌گوید: پیامی که رمز گشایی و مصرف می‌شود، مفهوم آشکار اصوات و تصاویر نیست، بلکه این پیام الگوی مقیدکننده‌ای از تفکیک واقعیت به نشانه‌هایی متوالی و معادل است. در رسانه همه چیز در چارچوب الگوی مصرف قرار می‌گیرد. بودریار در توضیح این سخنان می‌گوید: در رسانه‌ها شاهد گسستگی نشانه‌ها و پیام‌ها از یکدیگر هستیم. رسانه‌ها انواعی از نشانه‌ها با پیام‌های متضاد را در برنامه‌های خبری، تفریحی، مستند، گزارش‌ها، فیلم‌ها، مناظرات سیاسی و غیره و به کمک توانمندی‌های فنی رسانه ای و به صورت متوالی در کنار هم می‌چینند. روند کلان این پیام‌های متوالی، یک تأثیر کلی دارد که ما را به مصرف صِرف می‌کشاند. با توجه به منفعت احساسی و منحصر به فرد گفتمان مصرف، دیگر گفتمان‌ها به نفع آن کنار می‌روند. با این توضیحات، می‌توان گفت ما با رسانه و نشانه‌های آن سر و کار داریم؛ اما معنی و پیامی که از رسانه دریافت می‌کنیم، معنی و پیام آن نشانه‌ها نیست. در این جا، معنا می‌میرد و ما به یک مصرف‌کننده نشانه‌ها که از مصرف آن‌ها لذت می‌بریم، تبدیل می‌شویم. برای ما، دیدن صحنه مجروح شدن یک گاو باز اسپانیایی به دست گاو یا کشته شدن افرادی در یک نزاع قبیله‌ای در آفریقا با دیدن صحنه‌های یک فیلم جنگی تفاوت چندانی ندارد. بمباران اطلاعاتی رسانه‌ها، ما را با طیف گسترده‌ای از مسائل متنوع و امور در واقع مهم مواجه می‌سازد که با آن‌ها بیگانه‌ایم یا برای ما مهم نیستند.

#### مرگ معناها
در توضیح مرگ معناها و حیات مستقل رمزها، می‌توان این نکته را افزود که وقتی انسان‌ها خُلق و خوی مصرفی به خود می‌گیرند و اصل مصرف موضوعیت می‌یابد، مصرف باید به عنوان یک قاعده حیاتی و به هر قیمتی، تحقق حتمی یابد. از سوی دیگر، حجم وسیع رمزگان قابل مصرف نیز بر انسان‌ها هجوم می‌آورند. در این حالت، انسان‌ها با مشکل کوتاه شدگی زمان مواجه می‌شوند؛ بدین معنا که هضم رمزهای فراوان، متنوع و گاه پیچیده و متعارض و درک درست معانی آن‌ها در بازه زمانی اندکی، که در اختیار انسان‌ها قرار می‌گیرد، امکان‌پذیر نمی‌باشد، هنوز پیام‌های سابق جذب نشده، پیام‌های جدید از راه رسیده‌است. نتیجه این امر، عقب افتادن از معانی، رهاسازی آن‌ها و بسنده کردن به ظاهر رمزها خواهد بود. مثال برای این نوع جدا افتادن مدلول از دال خود، فردی است که متنی را در ابتدا با تأمل و تأنی و برای فهم معنی می‌خواند، اما وقتی از درک معانی آن متن درمی‌ماند، به تدریج بر سرعت خواندن می‌افزاید. سرانجام، در یک عمل طوطی‌وار به مصرف کلمات رو می‌آورد. نکته مذکور می‌تواند دلیلی دیگر بر این سخن بودریار باشد که ما در دنیایی به سر می‌بریم که در آن، اطلاعاتی هر چه بیشتر و معانی هر چه کم‌تر وجود دارد. فرضیه بودریار این است که اطلاعات همبستگی الزامی و اکیدی با دلالت دارد. بدین نحو که اطلاعات مستقیماً مخرب معنا و دلالت بوده یا آن‌که آن را خنثی می‌سازد. بودریار مدعای خود را به گونه‌ای دیگر نیز پی می‌گیرد. وی در بحث‌های خود به کثرت دال‌ها و تسلسل آن‌ها می‌پردازد. نتیجه این کثرت و تسلسل آن است که دال‌ها در یک گردش پایان ناپذیر و در یک حرکت دوری هر یک به دیگری اشاره خواهد داشت و هر یک اعتبار خود را از دیگری و با تکیه بر دالی دیگر به دست می‌آورد. نتیجه این حرکت دوری فراموشی مدلول و معنا و بازی خوردن در جهان دال‌ها خواهد بود.

#### پیش‌گویی صادق در رسانه
بودریار در استدلالی دیگر به مساله پیش‌گویی صادق در رسانه و تبلیغات می‌پردازد. پیش‌گویی صادق آن نوع پیش‌گویی است که به صرف گفته شدن حتماً محقق خواهد شد. همچون برخی شایعات، مثل کمیاب شدن کالایی در بازار در آینده نزدیک، که به صرف شیوع یافتن آن در جامعه آن شایعه تحقق می‌یابد. بودریار در استدلال خود می‌گوید: تبلیغات در کار خود به دروغ متوسل نمی‌شود و اصلاً کاری به صدق و کذب و حقیقت و خطا ندارند. منطق عملگری آن ورای حقیقت و خطا است که مربوط به امر واقعی است. هنر فعالانِ تبلیغات در این است که طوری حرف می‌زنند که نه راست است و نه دروغ، نه درست است و نه خطا. تبلیغات به هیچ حقیقت پیشینی اشاره نمی‌کند، بلکه با ایجاد امید و علاقه نسبت به یک امر آن را به وجود می‌آورد؛ به این نحو که کالا را به یک شبه واقعه‌ای تبدیل می‌سازد که با حمایت مصرف‌کننده از گفتمان آن، به رویداد واقعی زندگی روزمره تبدیل می‌شود. با این بیان روشن می‌شود که رسانه با منطق خاص خود، که ورای حقیقت و خطا است و هر دو مربوط به امر واقع است، محصولات خاص خود را تولید و زندگی خارجی را بر اساس آن شکل و نظم می‌دهد و با سلطه هر چه بیشتر رسانه، دیگر جایی برای امر واقعی نخواهد ماند. رسانه همه امور را می‌سازد؛ اموری که ماهیتاً حاد واقعیند و نه واقعی.
ژان بودریار در اکثر عمر کاری خود همواره با مفهوم واقعیت و سیر اتفاقاتی که در فرهنگ غرب برای این واژه اتفاق می‌افتد درگیر بود و در مورد آن نظریات متفاوتی هم داشت. وی مفهوم واقعیت را محصول دوران مدرن می‌داند و تولد علوم و تکنولوژی. ظهور مفهوم حقیقت در واقع خط جداکننده‌ای بود میان فرهنگ‌های ابتدایی که سمبولیک بودند و فرهنگ‌های مدرن که بر پایهٔ نشانه‌ها بنا گذاشته شده‌اند. همین مفهوم واقعیت در طی این چند قرن بارها دستخوش تغییر شده‌است. آنچه در زمان نیوتون حقیقت مطلق می‌دانستند در زمان حاضر زیر پای انیشتین له شد و آن هم با نظریات فیزیک کوانتم به لرزه افتاد. هر آنچه واقعیت رسوخ ناپذیر و تغییرناپذیر به نظر می‌آید پس از مدتی به دور انداخته می‌شود. بودریار عقیده دارد از میانه قرن بیستم ما دوباره به وضعیتی برگشته‌ایم که واقعیت طرد شده‌است. نه اینکه ارجاعی وجود ندارد (دالی به مدلولی ارجاع نمی‌دهد)، بلکه منظور این است که کمپانی‌های تفریحی و رسانه‌های توده‌ای غیر واقعیت را جانشین آن ساخته‌اند.
بودریار عنوان می‌دارد دنیایی که در آن زندگی می‌کنیم با یک دنیای کپی شده عوض شده‌است. دنیایی که در آن واقعیت جای خود را به نموده‌های خیالی و صوری داده است. وی سه حالت فراواقعیت را عنوان می‌دارد: به نظر وی تولد فراواقعیت به همراه ظهور نوع سوم نمود بوده‌است.
- جایی که نمود واقعیت را پنهان نمی‌کند (نوع دوم نمود) بلکه جایی که وجود نمود نبود واقعیت را پنهان می‌کند. نمود کپی از اصلی است که وجود ندارد.
- در نوع دوم فراواقعیت فرهنگ‌های مدرن مرزها را از میان می‌برند. همه چیز سیاسی می‌شود، همه چیز اقتصادی می‌شود. مرزها برداشته می‌شوند و نشانه در هم می‌روند و دیگر تفاوت بارزی بین مرزهای کلاسیک باقی نمی‌ماند. در این جا فراواقعیت یعنی «واقعی تر از واقعی» و این یعنی فراواقعیت دیگر نمی‌تواند آینه‌ای برای واقعیت باشد.
- در حالت سوم فرهنگ عامیانه تقاوت میان خیال و واقعیت را برمی‌دارد. مثال معروف آن دیزنی لند در کالیفرنیا است. جایی که به نقل از بودریار سعی دارد با خیالی جلوه کردن و با کودکانه جلوه کردن به ما بگوید هر آنچه در دیزنی لند نیست (بقیه دنیای بزرگسال آمریکایی) واقعی است. دیزنی لند سعی دارد با ایجاد این افتراق مجازی بگوید که بیرون مرزهایش واقعیت جریان دارد، چیزی که بودریار آن را صریحاً رد می‌کند. به نظر بودریار کل لوس آنجلس فراواقعی است. زندگی آمریکایی فراواقعی است. ارزش‌های آمریکایی فراواقعی است.

بر خلاف نظر مارکس که مبتنی بر از خود بیگانگی و گم شدن سوژه در برابر دنیای مهاجم ابژه‌ها بود بودریار می‌گوید در دوران حاضر مشکل این است که کیهان، سایه اش را بلعیده است! فراواقعیت نزدیک، شفافیت و فریفتگی سوژه را در خود دارد.
فراواقعیت به عنوان یک پارادایم در توصیف شرایط فرهنگی حاضر از اهمیت زیادی برخوردار است. فراواقعیت، آگاهی را از هر گونه درگیری احساسی واقعی بازمی‌دارد و به اصطلاح آن را گول می‌زند و در مقابل، در برابرش بازنمایی جعلی و بدلی قرار می‌دهد. اساساً ارضا و خوشبختی و شادکامی در بازنمایی ویک بازنمایی جعلی از واقعیت خلاصه شده‌است.
مثال‌های دیگر از فراواقعیت:
- یک عکس مجله که بوسیله کامپیوتر روتوش شده‌است.
- فیلم‌هایی که بوسیله تکنولوژی دیجیتالی ساخته شده‌است (مثل فیلم ۳۰۰)
- یک باغ مانیکور شده (آرایش یافته) که نمونه‌ای از طبیعت فراواقع است.
- ورزشکاران حرفه‌ای که به عنوان سوپرمدل و نمونه برتر انسان معرفی می‌شوند.